# Cão de presa maiorquino
Cão de presa maiorquino[Nota](em castelhano:  Perro de presa mallorquín) ou Ca de bou(em português:  "Cão de touro"), no dialeto catalão mallorquí, é uma raça de cão originária da ilha de Majorca, Espanha. Como seu nome indica, foi utilizado como cão de agarre na caça, e no controle do gado. Estes cães foram mercadoria de troca entre os portos do Ocidente e Oriente, pelo fato de serem robustos e pesados, bons animais de defesa, vigia e guarda em embarcações. Entre outras de suas utilidades estava sua presença em caçadas e rinhas de luta contra touros. Fisicamente pode chegar a medir 58 cm na cernelha e pesar 38 kg. Possui leve prognatismo.